# Chris Von Erich
Chris Barton Adkisson, meglio noto come Chris Von Erich della Famiglia Von Erich (Dallas, 30 settembre 1969 – Denton, 12 settembre 1991), è stato un wrestler statunitense.

## Biografia
Chris è nato a Dallas il 30 settembre 1969, figlio più giovane del wrestler Fritz Von Erich. Ha vari fratelli: Mike, David, Kerry e Kevin, tutti lottatori. Prima di entrare nel mondo del wrestling come lottatore, ha lavorato per un periodo nel backstage della WCCW. Inizia come lottatore nel 1990, e avrà un piccolo feud contro Percy Pringle nell'USWA. Con questo feud, si allea con Chris Adams per lottare contro Pringle e Steve Austin, tuttavia a volte dovette lottare solo contro Pringle per lasciare a quelli più esperti l'avversario più temibile, il quale era Austin.
Nonostante la mancanza di atletismo era molto appoggiato ed acclamato dai tifosi. In uno dei suoi primi match, Matt Borne e Pringle stavano affrontando Kerry e Kevin Von Erich. Chris, che era a bordo ring, fu attaccato da Borne e Pringle, che gli sbatterono ripetutamente la testa contro il sostegno delle corde, causandogli un mal di testa che durò cinque giorni.

### Morte
Frustrato e depresso per la morte dei suoi fratelli (in particolare per il suicidio del fratello Mike nel 1987) e l'incapacità di fare progressi come lottatore a causa della sua costituzione fisica, si suicidò con un colpo in testa il 12 settembre 1991. È stato sepolto presso il Grove Hill Memorial Park di Dallas.

## Personaggio

### Mosse finali
- Iron Claw

## Riconoscimenti
- World Wrestling Entertainment
  - WWE Hall of Fame (Classe 2009)